# Xerrox Vol.1
Albums de Alva Noto
for
(2006)
Xerrox Vol.1 est un album de l’artiste électronique allemand Alva Noto.

## Liste
1. 10-22-38 Astoria – 0:19
2. Haliod Xerrox Copy 4 – 3:53
3. 03-10-06 Astoria – 0:38
4. Haliod Xerrox Copy 3 (Paris) – 11:17
5. 03-10-06 Astoria 2 – 0:36
6. Haliod Xerrox Copy 2 (Airfrance) – 5:07
7. Haliod Xerrox Copy 6 – 6:40
8. 05-10-06 Astoria – 0:22
9. Haliod Xerrox Copy 11 – 3:40
10. Haliod Xerrox Copy 1 – 9:16
11. 02-10-06 Astoria 1 – 0:52
12. Haliod Xerrox Copy 111 (Iner) – 7:56
13. 09-10-19 Astoria – 0:18
14. Haliod Xerrox Copy 9 – 11:04